# Mohabbatein
Pour plus de détails, voir Fiche technique et Distribution.
Mohabbatein (hindî : मोहब्बतें, ourdou : محبتیں ; traduction : Histoires d'amour) est un film indien de Aditya Chopra sorti en 2000. Il s'inspire du film Le Cercle des poètes disparus (Dead Poets Society).

## Synopsis
Mohabbatein est l'histoire d'un professeur de violon (Shahrukh Khan) qui à travers sa passion veut transmettre un message plus universel, celui de l'amour. Professeur de musique, il tente de répandre ce sentiment parmi les étudiants de l'université de Gurukul, mais il se heurte rapidement au directeur de l'institution (Amitabh Bachchan) dont les valeurs inspirent terreur et soumission à tous les étudiants. Le directeur de l'institut est le père de la défunte Megha (Aishwarya Rai Bachchan) qui s'est suicidée à la suite de l'interdiction qui lui fut intimée par son père de poursuivre sa relation avec un jeune étudiant. Mais qui est réellement cet élève ? Quelles sont les raisons qui le poussent à se représenter à l'université tant d'années après la disparition de sa bien-aimée ? Cherchera-t-il à se venger ? Mohabattein est un hymne à l'amour qui célèbre une relation pure de deux âmes-sœurs dont la puissance, par-delà la mort, réussit à vaincre tous les obstacles.

## Fiche technique
- Titre : Mohabbatein
- Titre en hindi : मोहब्बतें
- Réalisation : Aditya Chopra
- Scénario : Aditya Chopra
- Producteur : Yash Chopra
- Musique : Jatin Lalit
- Direction artistique : Sharmishta Roy
- Photographie : Manmohan Singh
- Montage : V.V. Karnik, Singh Taranjeet
- Costumes : Karan Johar, Manish Malhotra
- Société de production : Yash Raj Films
- Pays de production :  Inde
- Langue : Hindi
- Durée : 216 minutes
- Genre : Drame, Romance
- Dates de sortie :
  - Inde : 27 octobre 2000
  - France : 19 avril 2006 en DVD

## Distribution
Les trois personnages principaux du drame :
- Amitabh Bachchan : Narayan Shankar, directeur de Gurukul
- Shahrukh Khan : Raj Aryan Malhotra, professeur de musique
- Aishwarya Rai Bachchan : Megha, le défunt amour de Raj Aryan

Les trois jeunes couples qui se forment :
- Uday Chopra : Vikram « Vikky » Kapoor/Oberoi
- Shamita Shetty : Ishika Dhanrajgir, de l'école de Miss Monica située à côté de Gurukul et danseuse
- Jugal Hansraj : Sameer Sharma
- Kim Sharma : Sanjana, une ancienne amie que Sameer n'avait pas revue depuis longtemps
- Jimmy Shergill : Karan Choudhry
- Preeti Jhangiani : Kiran, jeune veuve dont Karan est épris

Les personnages de la ville voisine :
- Anupam Kher : Kake, restaurateur local épris de Preeto
- Archana Puran Singh : Preeto, vendeuse de tissus visiblement pas éprise de Kake
- Amrish Puri : le major-général Khanna, beau-père de Kiran
- Shefali Shetty : Nandini, la belle-sœur de Kiran
- Parzun Dastur : Ayush, le jeune fils de Nandini
- Saurabh Shukla : le père de Sanjana
- Helen : Miss Monica, directrice de l'école de jeunes filles voisine de Gurukul

## Musique
La bande originale du film comporte 8 chansons dont la musique a été composée par Jatin-Lalit et dont les paroles ont été écrites par Anand Bakshi.
| Chanson                  | Interprète(s)                                      |
| ------------------------ | -------------------------------------------------- |
| Aankhen Khuli            | Lata Mangeshkar, Udit Narayan                      |
| Chalte Chalte I          | Udbhav, Manohar Shetty, Ishaan, Shweta Pandit      |
| Chalte Chalte II         | Udbhav, Manohar Shetty, Ishaan, Shweta Pandit      |
| Humko Humise Chura Lo    | Udit Narayan, Lata Mangeshkar                      |
| Mohabbatein (Love Theme) | Instrumental                                       |
| Pairon Mein Bandhan      | Udbhav, Manohar Shetty, Ishaan, Shweta Pandit      |
| Rhythms (of Mohabbatein) | Instrumental                                       |
| Soni Soni                | Udit Narayan, Jaspinder Narula, Udbhav, Manohar Sh |
| Zinda Rehti Hain         | Udit Narayan, Lata Mangeshkar                      |

## Box office
Le film est un succès, il se classe 2e au box office indien et engrange plus de 542,5 millions de roupies.